# Greg Burke (giornalista)
Gregory Joseph Burke (Saint Louis, 8 novembre 1959) è un giornalista statunitense.

## Biografia
Nato a Saint Louis, in un quartiere irlandese-tedesco e in una famiglia cattolica praticante, studia presso uno dei licei dei gesuiti della città, prima di laurearsi nel 1983 in Letterature Comparate alla Columbia University di New York. Sono gli anni in cui conosce ed entra nell'Opus Dei (di cui poi diventa membro numerario).
Specializzatosi in giornalismo, inizia a lavorare per un piccolo quotidiano di New York, poi il lavoro presso la "United Press International" a Chicago. Da lì - oltre a esperienze per la "Reuters" e il settimanale "Metropolitan" il grande salto: diventa corrispondente a Roma, inviato dal settimanale "National Catholic Register".
Nel 1990 diventa collaboratore del settimanale americano TIME e quattro anni dopo, nel 1994, viene assunto come corrispondente fisso del newsmagazine. In quello stesso anno il settimanale nominerà uomo dell'anno Giovanni Paolo II.
Nel 2001 lascia il TIME e inizia a lavorare per la televisione. Diventa corrisponde da Roma per Fox News, incarico che mantiene fino al 2 luglio 2012, quando viene chiamato in Vaticano per ricoprire l'incarico di advisor per la comunicazione della Segreteria di Stato.
Il 21 dicembre 2015 è nominato vicedirettore della Sala Stampa della Santa Sede, con decorrenza dal 1º febbraio 2016.
L'11 luglio 2016 è nominato direttore della Sala Stampa della Santa Sede, con decorrenza dal 1º agosto 2016, andando così a sostituire Federico Lombardi. Il 31 dicembre 2018 papa Francesco ha accettato la sua rinuncia a tale incarico.